# Alexander Rusch
Alexander Rusch (* 24. April 1978 in Karaganda, Kasachische SSR, Sowjetunion) ist ein ehemaliger deutsch-kasachischer Eishockeyspieler, der seit 2013 als Nachwuchstrainer beim EV Ravensburg unter Vertrag steht.

## Karriere
Die Karriere von Alexander Rusch begann 1997 in der 2. Bundesliga beim EC Wilhelmshaven, wo er für vier Spielzeiten blieb. Danach wechselte Rusch zum Zweitligisten ETC Crimmitschau, um nach nur einer Saison nach Wilhelmshaven zurückzukehren. Wiederum spielte er nur eine Saison (2002/2003) in Wilhelmshaven. Die Spielzeit 2003/2004 verbrachte Alexander Rusch beim EV Ravensburg. 2004 absolvierte er 18 Spiele in der zweiten Bundesliga beim EV Landshut. Weitere Stationen waren die Oberligisten SC Riessersee, nochmals EV Ravensburg und EV Füssen. In der Saison 2007/08 spielte er im Dress des ESC Halle 04, anschließend bis zur Saison 2012/13 für die Saale Bulls Halle. Danach wechselte er abermals zum Regionalligisten EV Ravensburg, wo er zunächst noch bis zur Saison 2015/2016 als Feldspieler in der „Herren 1b“-Mannschaft spielte. Parallel dazu trainiert er seither beim EVR verschiedene Jugendmannschaften.

## 2. BL-Statistik
(Stand: Ende der Saison 2009/10)